# Iyad ibn Ghanm
Iyad ibn Ghunm ibn Zuhayr al-Fihrī (àrab: عياض بن غنم بن زهير الفهري, ʿIyāḍ ibn Ḡunm ibn Zuhayr al-Fihrī) (mort en 641) va ser un general àrab que va exercir un paper destacat en les conquestes musulmanes de l'Alta Mesopotàmia i el nord de Síria i els inicis de la conquesta d'Armènia. Va ser un dels pocs membres de la tribu de Quraix en abraçar l'islam des del principi, i va ser un company del profeta Muhammad. Sota el califa Abu-Bakr (632-634), va governar la ciutat-oasi al nord d'Aràbia de Dúmat al-Jàndal. Posteriorment, en 637, es va convertir en governador de la Jazira (Alta Mesopotàmia), però va ser acomiadat pel califa Úmar (califa 634-644) per presumptes impròpies. Posteriorment, es va convertir en un gran ajudant militar del seu cosí i nebot, Abu-Ubayda ibn al-Jarrah, sota la direcció del qual Iyad va sotmetre gran part de la Síria septentrional, inclosa Alep, Manbij i Cirros.
Quan Abu-Ubayda va morir el 639, Iyad el va succeir com a governador d'Homs, Qinnasrin i la Jazira. En aquest últim territori, va llançar una campanya per afirmar el domini musulmà, primer capturant a Raqqa després d'assetjar-la i saquejar el seu camp. Això va ser seguit per les conquestes d'Edessa, Nisibin, Dara, Tur Abidin, Haran, Samòsata, Amida (Armènia) i Nprkert (Martiriòpolis) en circumstàncies similars. A excepció dels combats a Ras al-Ayn i Dara, Iyad va rebre la submissió d'una cadena d'altres pobles mesopotàmics amb molt poca sang vessada. Va arribar fins a i En general, la conquesta d'Iyad de la Mesopotàmia Superior va deixar intactes moltes de les ciutats capturades i els seus habitants per mantenir els seus pagaments fiscals al principi califat. Hauria també sotmès els districtes de Tmoriq i Corduena a la província de Kordčaik (Corduena) i li va oferir obediència el príncep d'Andzevatsik. Ja el 640 aC va entrar a Armènia pel pas de Joda a la zona de Bidlis i va arribar fins a Dvin. Va tenir la cooperació d'Habib ibn Màslama i Safwan ibn al-Muàttal as-Sulamí que van arribar al nord fins a Kemakh. Segons l'historiador Leif Inge Ree Petersen, Iyad «va rebre poca atenció» però va ser «clarament de gran habilitat».

## Inicis
Iyad era fill d'Abd-Ghunm ibn Zuhayr al-Fihrí. Va pertànyer a la branca d'al-Hàrith ibn Fihr ibn Màlik de la tribu de Quraix. Iyad va ser un dels pocs membres dels Quraix que va adoptar l'islam abans del tractat d'al-Hudaybiyya el 628 i va estar present durant les negociacions de pau a al-Hudaybiyya entre el profeta Mahoma i els quraixites de la Meca. En acceptar l'islam, va canviar el seu nom d'Ibn Abd-Ghunm a Ibn Ghunm. Abd-Ghunm, el nom del seu pare, remetia a un ídol adorat pels àrabs pagans, Ghunm, una associació que Iyad detestava, segons l'historiador del segle ix al-Baladhurí.

## Campanyes a Síria
Iyad podria haver estat el comandant musulmà que va derrotar una revolta tribal àrab a la ciutat oasi de Dúmat al-Jàndal durant les guerres de la Ridda. Les tribus implicades en la revolta van ser els Banu Kalb, Banu Salih, Tanukh i Ghassan. Altres informes medievals atribueixen aquesta victòria Amr ibn al-As. En qualsevol cas, segons l'historiador al-Tabari del segle ix, Iyad va ser governador de Dúmat al-Jàndal el 634, durant el regnat del califa Abu Bakr. El 637, Iyad va ser nomenat governador de la Jazira (Alta Mesopotamia) pel Califa Umar (634-644), però va ser destituït per aquest últim a causa de les al·legacions que va utilitzar el càrrec per acceptar regals o suborns. Posteriorment, es va convertir en ajudant i lloctinent del seu cosí patern i nebot matern, Abu-Ubayda ibn al-Jarrah, que tenia autoritat militar sobre Síria.
El 638, Iyad va ser enviat per Abu-Ubayda per sotmetre Alep (Berea de Síria), al nord de Síria, llavors encara part de l'Imperi Romà d'Orient. Abu-Ubayda va establir un campament a la vora de la ciutat, que va provocar que els habitants d'aquesta negociessin la seva rendició amb Iyad. Abu Ubayda després va enviar a Iyad al front d'un exèrcit per capturar Cirros, els habitants de la qual van enviar un monjo per trobar-se amb Iyad; després d'aquesta reunió, Iyad va enviar al monjo a reunir-se amb Abu-Ubayda i organitzar la rendició de Cirros. Iyad va continuar cap al nord i l'est, supervisant la capitulació de Manbij (Hieràpolis de Síria), Ra'ban i Duluk.

## Conquesta de la Mesopotamia superior
Quan Abu-Ubayda ibn al-Jarrah va morir el 639, el Califa Umar (634-644) va nomenar Iyad en el seu lloc com el "governador" de Homs, Qinnasrin (Calcis) i la Jazira amb indicacions per conquerir aquest últim territori dels seus comandants romans d'Orient que es negaven a pagar els tributs promesos als musulmans en 638. L'agost del 639, Iyad va liderar un exèrcit de 5.000 homes cap a Raqqa (Kallinikos) a la Jazira, va atacar els voltants de la ciutat, però va enfrontar-se a la resistència dels seus defensors. Això va provocar que Iyad es retirés i enviés unitats més petites per fer incursions al voltant de Raqqa, agafant captius i collites. Després de cinc o sis dies d'aquestes incursions, el patrici de Raqqa va negociar la rendició de la ciutat amb Iyad.
Després de capturar Raqqa, Iyad es va dirigir cap a Haran, on el seu progrés va quedar estancat. No obstant això, va desviar part del seu exèrcit a Edessa que va capitular després de les negociacions amb Iyad. Iyad va rebre la rendició de Haran i va enviar a Safwan ibn al-Muàttal as-Sulamí i el seu parent Habib ibn Màslama per sotmetre Samòsata, que també va acabar en una rendició negociada després de la incursió musulmana de la seva rodalia. El 640, Iyad va conquerir successivament Saruj, Jisr Manbij i Tell Mawzin. Abans de la captura de Tell Mawzin, Iyad va intentar prendre Ras al-Ayn, però es va retirar després d'una dura resistència. Més tard, va enviar a Umayr ibn Sad al-Ansarí per ocupar-la. Umayr va atacar per primera vegada als camperols rurals i es va apoderar de bestiar als voltants de la ciutat. Els habitants es van fer forts a l'interior de la ciutat emmurallada i van causar fortes pèrdues a les forces musulmanes, abans de capitular en última instància. Mes o menys al mateix temps, Iyad va assetjar Samòsata en resposta a una rebel·lió, la naturalesa de la qual no és especificada per al-Baladhuri i va estacionar una petita guarnició a Edessa després que els habitants de la ciutat aparentment van violar els seus termes de rendició.

## Conquesta musulmana d'Armènia
Entre finals de 639 i desembre de 640, Iyad i els seus lloctinents van sotmetre, successivament, Circesium (al-Qarqisiyah), Amida (Armènia), Mayyafariqin, Nisibin, Tur Abdin, Mardin, Dara, Qarda i Bazabda. Segons Al Baladhuri, a excepció de Nisibin, que va resistir, totes aquestes ciutats i fortaleses van caure a mans dels musulmans després de negociacions. A diferència del relat d'Al-Baladhuri sobre la captura d'Iyad de Dara, l'historiador del segle x, Agapi de Hieràpolis, va escriure que molts van ser assassinats a banda i banda, particularment entre els musulmans, però la ciutat va caure finalment després d'una rendició negociada. Iyad va continuar cap a Arzanene. El 640 aC va entrar a Armènia pel pas de Joda a la zona de Bitlis, i després va arribar a Khilat. Va tenir la cooperació d'Habib ibn Màslama i Safwan ibn al-Muàttal as-Sulamí que van arribar al nord fins a Kemakh (prop d'Erzindjan) i fins a Dvin; Hauria també sotmès els districtes de Tmoriq i Corduena a la província de Kordjaiq (Kordčaik o Corduena) i li va oferir obediència el príncep d'Andzevatsik. Totes les ciutats es van rendir després de les negociacions amb els seus patricis. Poc després, Iyad va encomanar al líder de Bitlis la recaptació de l'impost de la terra de Khilat i va marxar cap a Raqqa. En el camí cap allí un informe musulmà medieval sosté que Iyad va despatxar una força per capturar Sinjar, després de la qual cosa la va repoblar amb àrabs.
Finalment, Iyad va acabar a Homs, on va morir el 641. Segons Al-Tabari, Iyad va ser succeït com a governador d'Homs i Qinnasrin per un tal Saïd ibn Hidhyam al-Jumahí, però aquest últim va morir poc després i Umayr ibn Sad, un dels tinents d'Iyad, va ser nomenat al seu lloc pel Califa Umar.

## Valoració
Segons el biògraf Ibn Sa'd del segle ix, «no es va quedar un pam de Mesopotàmia sense ser trepitjat per Iyad ibn Ghanm», i que Iyad «va efectuar la conquesta de Mesopotàmia i els seus pobles per capitulació, però la seva terra per la força». Petersen descriu a Iyad com «un comandant que ha rebut poca atenció, però que clarament era de gran habilitat». En la seva avaluació de la campanya d'Iyad a Mesopotamia, Petersen va escriure:
«Les tàctiques d'Iyad a Raqqa semblen reflectir els empleats a Palestina, però aquí tenim informació sobre el modus operandi exacte: les forces de protecció, en aquest cas les divisions de cavalleria estacionades a prop de cada porta només impedien que les forces de guarnició o els missatgers sortissin o els refugiats entressin, mentre que la resta de l'exèrcit musulmà va assolar sistemàticament la campanya circumdant de subministraments i captius. Va ser un enfocament molt eficaç, especialment quan la ciutat tenia pocs subministraments i una gran quantitat de la població rural estava atrapada fora … L'objectiu era capturar la ciutat sense massa destrucció per mantenir els ingressos fluids, però ara en benefici dels conquistadors. L'acord [aconseguit entre Iyad i el patrici de Raqqa] … estipulava els pagaments en efectiu i proporcionava blat, oli, vinagre i mel. Hi va haver una sèrie d'altres ciutats a la mateixa campanya. Entre elles, Edessa, Haran i Samòsata, que es van veure obligades no només a fer pagaments similars, sinó també a proporcionar serveis de treball per mantenir carreteres i ponts, així com guiar els musulmans i proporcionar-los informació intel·ligent.»
Petersen assenyala que Iyad no va establir guarnicions per mantenir el control de les ciutats capturades, a excepció de Samòsata, on es va instal·lar una guarnició en resposta a una revolta. Després d'aquest darrer esdeveniment, al-Baladhurí, que dona un relat detallat però triomfalista de la campanya de Mesopotàmia, sosté que Iyad va sotmetre una cadena de pobles «en els mateixos termes» que la rendició d'Edessa, a excepció de Ras al-Ayn, la guarnició de la qual va resistir. Finalment, els acords d'Iyad a les ciutats de Mesopotàmia «van deixar la major part de la societat local intacte». Segons Petersen, la campanya d'Iyad va desviar parcialment l'atenció dels romans d'Orient de l'ofensiva central dels musulmans contra les ciutats portuàries de Síria i la província d'Egipte, alhora que «demostrava a la noblesa armènia que el califat s'havia convertit en una alternativa viable a l'imperi persa».